# Viktoria Troițkaia-Taranina
Viktoria Troițkaia-Taranina (n. 18 aprilie 1969, Leningrad, RSFS Rusă, URSS) este o sportivă ce a reprezentat Rusia, medaliată olimpică. A participat la 2 ediții ale Jocurilor Olimpice (1992, 1994) în care a câștigat o medalie de bronz.